# Virgularia densa
Virgularia densa är en korallart som beskrevs av Tixier-Durivault 1966. Virgularia densa ingår i släktet Virgularia och familjen Virgulariidae. Inga underarter finns listade i Catalogue of Life.